# Durakbegović
Durakbegović (Duraković, Duratbegović), hrvatska begovska obitelj u južnoj Hrvatskoj. Poznata u 17. stoljeću.
Potomci su kapetana Vrane Durak-bega (1639.). Sin Muhamed-beg u razdoblju između 1657. i 1685. obnašao visoke lokalne dužnosti. U nekoliko je navrata bio krčki i lički sandžak-beg. Vodio je puzajući rat u pograničnim južnim hrvatskim krajevima. S bratom Hasan-begom (Asan-beg) često provaljivao duž zadarsko-biogradskog područja. Tijekom Morejskog rata obitelj Durakbegovića ostala je bez feuda u Vrani otkamo su istjerani. Zadnje vijesti o Muhamed-begu bile su iz 1688. godine. Brat Hasan-beg poginuo je nešto prije, 1682. godine.
U izvorima se spominje neki Halil-beg kao lički sandžak-beg 1606. i 1613. godine, no ne može se utvrditi je li taj Halil-beg u svezi s rodom Durakbegovića. Neki autori prema toj nesigurnoj dvojnosti izvode vezu Durakbegovića s đakovičke obitelji albanskog podrijetla Memibegovićima, prepostavljajući da je jedan od potomaka Mehmed-bega Arnauta, rodonačelnika Memibegovića, Halil-beg Alajbegović za kojeg pretpostavljaju da je moguće njegov unuk i pretpostavljajući da je Halil-beg jedna te ista osoba koja je bila neprekidno lički sandžak-beg od 1606. do 1648. godine i vranski zaim.
U Krčko-ličkom sandžaku tradicijski su obnašali dužnosti sandžak-begova, alaj-begova i kapetana. Posjedima su bili u svezi sa Zemunikom i Vranom. Durak-beg je izborio velike novce u Carigradu i zapovijed da se tim novcima (16 000 reala) izgradi veliki han u Vrani, kapaciteta 3 000 putnika. Prosinca 1644. godine petsto radnika kopalo je temelje, no to je uzbunilo Mletke koji su pomislili da se gradi pogranična tvrđava. Han nije izgrađen. U međuvremenu je siječnja 1646. u Kotare je stigla vijest da je u sultanovu nemilost pao Jusuf-paša, čiji je štićenik bio Halil-paša, otac Durak-bega. Sandžak-beg Halil na to je prekinuo poslovni put u Carigrad i vratio se kući. Bez Zemunika su Durakbegovići ostali 1647. godine. Mlečani su odlučili ukloniti najvažnija gradska naselja pod osmanskom vlašću a koja su se nalazila u zaleđu Zadra i Šibenika, radi što uspješnije obrane od očekivanih turskih provala. Knin je turska operativna neprestanom bio pod pritiskom uskočkih četa. Uskoke su novačili Mleci i pomagali ih opremom i oružjem. Halil-beg, otac Durak-bega, po kojemu se zovu Durak-begovići, imao posadu od 1500 vojnika i spremao je obranu utvrđenog Zemunika. Bosanski vezir Ibrahim-paša odugovlačio je s pripremama za napad na Šibenik i Zadar, bio je nemaran, što je mletački providur Foscolo iskoristio te je 1647. udario na Zemunik. Pri jednom izletu iz tvrđave Halil-begu je poginuo sin Durak-beg, nakon čega je predao grad Zemunik.
Krčko-lički sandžak-beg Muhamed je u Plavnom imao kulu koju je dobio uskočki knez Nikola Prijić, nakon što je 1692. ovaj kraj osvojen od Mletaka. 1681. je zapisano iz zapisničkog saslušanja providurova čovjeka da je Durakbegović primio nešto novca za utvrditi tvrđavu Perušić te da će utvrđivanje početim čim se vrati iz Plavnog gdje su živjeli Durakbegovići. Kula je 1682. bila mjesto prstenovanja Muhamed-begove kćeri, vjerojatno za pripadnika nadinskih kapetana Ferhatpašića.
Mihamed-beg je poslan 1683. povesti vojsku krčko-ličkog sandžaka u Ugarsku. U pohodu su mu se pgridružili u vodstvu kapetani Atlagić i Ferhatpašić i krčki alajbeg Filipović, te Muhamed-begov sin. Od izbijanja rata na mletačkoj granici u hrvatskim krajevima nije ostao nikakav zapovjednik od povjerenja ili autoriteta. Sljedeće je godine bosanski alaj-beg imao zadaću sjediniti vojsku od 1000 spahija sa snagama kojima je zapovjedao Durakbeg kod Atlagića kuća u Livanjskom polju. 1685. je poginuo Hasan-beg u borbama za Zemunik, nakon čega je stari Durakbegović predao grad Mlečanima.
Obitelj se seli u Livno nakon što su Osmanlije izgubile Lički sandžak. U Livnu Durakbegovići postaju Duratbegovići. Nakon austro-ugarskog zaposjedanja dio obitelji odselio je u Tursku. Godine 1901. odlaze iz Livna. Prodaju imovinu u Livnu te su se preselili u današnji Duratbegović Dolac kod Uskoplja. Prezimena koja su u svezi s Durakbegovićima, Memibegović, Alajbegović i samih Durakbegovića više nema. Ostali su Duratbegovići u Duratbegović Dolcu, Uskoplju, Donjem Vakufu, Bugojnu, Sarajevu i u SAD.